# Románia földrajza
Románia földrajzilag Európa délkeleti részén, a Balkán-félsziget északi részén helyezkedik el. Meghatározó jellegű természetföldrajzi elemei a Kárpátok, a Duna és a Fekete-tenger.  A Kárpátok teljes hosszának 2/3-a Románia területén húzódik, ez a hegység alkotja az ország domborzati vázát. A Duna hosszának ugyancsak mintegy 2/3-a érinti az ország területét és vízgyűjtőjéhez tartozik az ország területének túlnyomó része. Romániának több mint 190 km-es tengerpartja nyílik a Fekete-tengerre, ami gazdasági szempontból nagyon jelentős.

## Általános adatok
Románia területe 238 391 km². Legmagasabb pontja a Moldoveanu-csúcs (2544 m), a legmélyebben a Fekete-tenger partja található (0 m).

### Határok
Északról Ukrajna, keletről Moldova, Ukrajna és a Fekete-tenger, északnyugatról Magyarország, délnyugatról Szerbia, délről Bulgária határolja.

## Domborzata
Az ország domborzata változatos, a felszíni domborzati formák szinte mindegyike jelen van, nagyjából hasonló arányban. A hegyek, azaz a 800 méternél magasabban fekvő területek Románia területének 28%-át teszik ki, 200 és 800 méter magasság közötti fennsíkokon és dombvidékeken fekszik az ország 42%-a, a maradék 30%-ot a 200 méter alatti magasságú síkságok adják.
A Kárpátok (román: Carpații) teljes hosszának kétharmada Románia területére esik, az ország természetföldrajzi gerincét képezi., legmagasabb csúcsai 2500 métert is elérik. A hegység két nagy területre különíti el az országot. E két nagy terület között húzódik félkörívben a Keleti-Kárpátok (Carpații Orientali) és a Déli-Kárpátok (Carpații Meridionali) hegységrendszere. A Déli-Kárpátok folytatásaként az Al-Dunáig tart a Bánsági-hegyvidék (Muntii Banatului).
A Kárpátok hegyláncai főleg Erdélyt uralják, melynek csúcsai még a 2500 métert is elérik. A legmagasabb a Moldoveanu-csúcs (2544 m). A Keleti- és a Déli-Kárpátok fogja közre keletről és délről az Erdélyi-medencét és az Erdélyi-középhegységet. Utóbbi a Nyugati-Kárpátok része.
A Kárpátoktól délre és keletre, Havasalföldön és Moldvában dombságok fekszenek, amelyek széles, termékeny, folyók által feltöltött alföldekre néznek.

Románia domborzata, hegységei, főbb városai

### Domborzati tájegységei

#### Kárpátok
- Keleti-Kárpátok
- Déli-Kárpátok
- Nyugat-romániai-Kárpátok (Erdélyi-középhegység, a Ruszka-havas és a Bánsági-hegyvidék)

#### Előkárpátok (Szubkárpátok)
Két fő része:
- Géta-Előkárpátok (A Déli-Kárpátok külső része)
- Moldvai-Előkárpátok (A Keleti-Kárpátok külső része)

További részek:
- Kanyar-Előkárpátok
- Nyugati-Dombság

#### Hátságok
- Erdélyi-medence
- Géta-hátság (másképp Olténiai- vagy Géta-dombvidék - a Déli-Kárpátoktól délre)
- Moldvai-hátság (Moldva)
- Mehádiai-hátság (A Mehádiai-hegységtől Dél Keletre, Mehedinț)
- Dobrudzsai-hátság (Dobrudzsa)

#### Alföldek
- Román-alföld az ország déli részén
- az Alföld romániai része az ország nyugati szélén (a román földrajzban Nyugati-alföld a neve)

#### Egyéb tájegységek
- A Duna árterülete •  Duna-delta •  A Fekete-tenger kontinentális talapzata

### Hegycsúcsok
Románia tíz legmagasabb hegycsúcsa:
| Hely | Név              | Magasság | Hegység          |
| ---- | ---------------- | -------- | ---------------- |
| 1.   | Moldoveanu-csúcs | 2544 m   | Fogarasi-havasok |
| 2.   | Negoj-csúcs      | 2535 m   | Fogarasi-havasok |
| 3.   | Nagy-Vist        | 2527 m   | Fogarasi-havasok |
| 4.   | Leszpez-csúcs    | 2522 m   | Fogarasi-havasok |
| 5.   | Nagy-Páring      | 2519 m   | Páring-hegység   |
| 6.   | Pelága-csúcs     | 2509 m   | Retyezát-hegység |
| 7.   | Papusa           | 2508 m   | Retyezát-hegység |
| 8.   | Omu-csúcs        | 2507 m   | Bucsecs-hegység  |
| 9.   | Buteanu-csúcs    | 2507 m   | Fogarasi-havasok |
| 10.  | Dara-csúcs       | 2500 m   | Fogarasi-havasok |

## Folyók

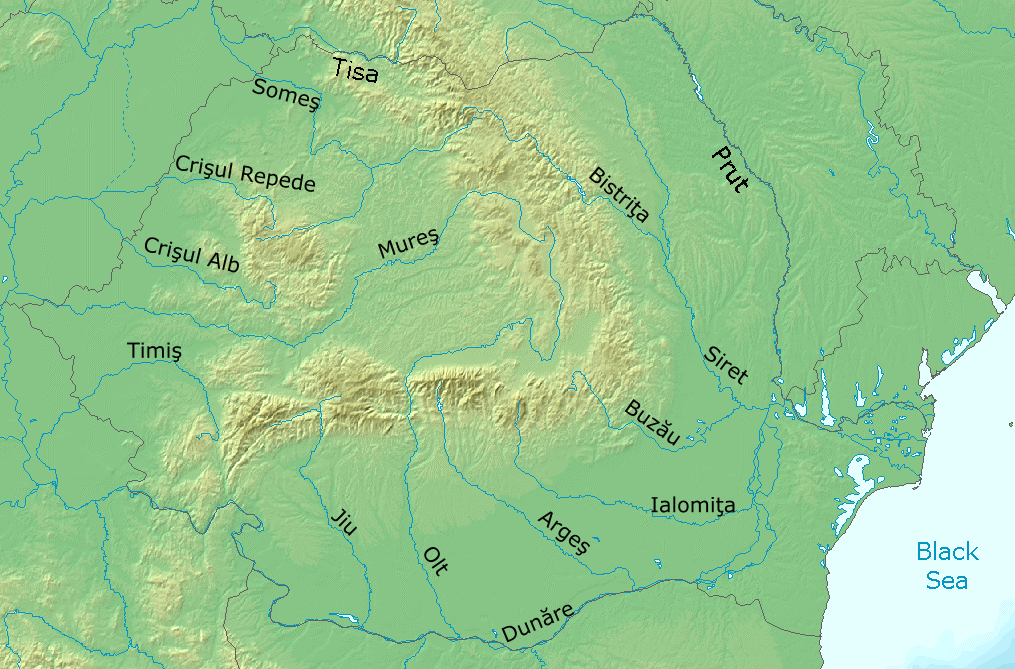
Románia fő folyói

Románia Szerbiával és Bulgáriával alkotott határai nagy részét a Duna képezi.  A Duna találkozik a Prut folyóval, amely Románia és Moldova között képez határt.
Leghosszabb folyóiː
| Név            | hossz (km) | vízgyűjtő terület (km²) |
| -------------- | ---------- | ----------------------- |
| Duna (Dunărea) | 1075       | ?                       |
| Maros (Mureș)  | 761        | 27 890                  |
| Prut           | 742        | 10 990                  |
| Olt            | 615        | 24 050                  |
| Szeret (Siret) | 559        | 42 890                  |
| Ialomița       | 417        | 10 350                  |
| Szamos (Someș) | 376        | 15 740                  |
| Argeș          | 350        | 12 550                  |
| Zsil (Jiu)     | 339        | 10 080                  |
| Bodza (Buzău)  | 302        | 5 264                   |

## Éghajlat
Románia éghajlata átmeneti mérsékelt kontinentális éghajlat, de módosító hatással van rá nyugaton az atlanti-óceáni, délen és keleten a mediterrán klíma is.

## Közigazgatási beosztás
Az ország 41 megyére és az önálló közigazgatási egységet képező fővárosra, Bukarestre tagolódik.

## Történelmi régiók
- Bánság keleti része
- Bukovina déli része
- Dobrudzsa középső és északi része
- Erdély
- Havasalföld, két része
  - Munténia és
  - Olténia
- Moldva

Történelmi régiók

- Partium (a román földrajzban Máramaros és Körösvidék részekre osztják föl)